# 策觉林寺
策觉林寺，藏语称“策觉林”（藏語：ཚེ་མཆོག་གླིང༌，威利转写：tshe mchog gling），又译“次觉林”、“蔡却林”、“次角林”，位于西藏自治区拉萨市城关区蔡公堂乡次角林村，是一座藏传佛教寺院，也是拉萨四大林之一。

## 策觉林寺

### 历史
策觉林寺位于拉萨市区以南大约7公里处，与拉萨城隔拉萨河相对。次角林村便是因该寺而得名。拉萨有天然的八吉祥，比如色拉寺后山有华盖和海螺，而从拉萨市区东部的拉萨大桥渡过拉萨河时，面对的山则叫“宝瓶山”（藏语称“奔巴日”，为汉人及四川藏人的护法神山）。策觉林寺便位于这座“宝瓶山”西面。
关于该寺的建立，有两种说法。一种是高僧仁噶布创建，八世达赖的经师噶钦益西坚赞扩建。另一种是八世达赖为其经师噶钦益西坚赞兴建。以下分别列出两种说法：
（1）策觉林原是一静修岩洞。16世纪初，高僧仁噶布坐静于该岩洞，后来有所领悟，很具威望，而兴建此寺，取名“直策觉林”。1781年（清朝乾隆四十六年），乾隆帝旨命八世达赖亲政。翌年，八世达赖的确良师噶钦·益西坚赞（又名“噶干赤巴阿旺”）维修并扩建该寺，共用白银二万二千一百多两，其中益西坚赞自己出的资金占总资金的7％，合一千五百多两，该寺作为祈祷达赖长寿诵经之所。
（2）该寺全名“策觉扎西桑丹林”，是由八世达赖为其经师噶钦益西坚赞于藏历第十三饶迥铁狗年（1790年）兴建。当时，噶钦益西坚赞到拉萨后尚无驻锡地，其在后藏的驻锡地吉仲桑丹林寺又被入侵的廓尔喀军队占领。噶钦益西坚赞年事已高，又要承担繁重的为清朝皇帝祈祷诵经之事，故八世达赖专修该寺供其使用。为兴建该寺，西藏噶厦投资两万多两银子，噶钦本人出资一千五百多两银子，还有不少信众也捐款。该寺地处拉萨河南面三面环山的“直”（汉语意为“阴影地”，即照不到太阳的地方）地方，故该寺建成后被称为“直策觉林”，或仍沿用旧名“直”，生活在该地之人被称作“直巴”。
策觉林寺的母寺是后藏吉仲地方的扎西桑丹林寺，策觉林寺的教习传承等方面完全效仿母寺。噶钦益西坚赞本人则是在后藏扎什伦布寺学成，策觉林寺或许算是扎什伦布寺在卫地的据点。
策觉林寺建立后，当时噶厦为该寺定编100个僧人。但策觉林活佛世系中没有出过掌办商上事务（摄政），故无论是经济还是寺院本身势力均不如四大林中的其他三座。
策觉林活佛在西藏的宗教、政治上均有一定地位及影响力。1745年（清乾隆九年），准噶尔噶尔丹策零，曾经慕名派人带财物入西藏，请为扩建策觉林寺。当时，西藏郡王颇罗鼐对噶尔丹策零怀有戒心，遂婉言谢绝。由此可见该寺虽然规模较小，但名声很大。
21世纪初，该寺正在重建，有常住僧人数十人。除格鲁派寺院通常供奉的佛、菩萨、祖师像之外，重建的大殿中还供奉八世达赖及其经师噶钦益西坚赞像。

### 建筑
策觉林寺坐北朝南，建筑面积大约7000平方米，主体建筑是经堂和佛殿。经堂内有32柱的回廊，4柱的僧厨，68间僧舍。佛殿正中主供大能仁佛（即释迦牟尼佛）。释迦牟尼头上饰有螺髻，嘴角深凹，略露笑容，袒胸，着双领下垂的外衣，全身饰以金色，端坐在莲台上。佛像宝座四周嵌有绿松石、珊瑚、琥珀等宝石。
策觉林寺原来收藏有纳塘版《甘珠尔》。封面雪青色，金色印字，装饰很精致。此外，该寺还收藏有精雕细刻的法座，宗喀巴等高僧的著作，宗喀巴等身铜像，33幅如意唐卡等。

## 策觉林拉章
噶钦益西坚赞为第一世策觉林活佛，共传五世策觉林活佛。策觉林拉章也相应建立起来。西藏噶厦曾封赏今属拉萨市城关区纳金乡的朗如村在内的6个农产庄园，以及包括“直”本地一处牧区在内的多个牧产为其庄园。